# فرهنگ مایکوپ

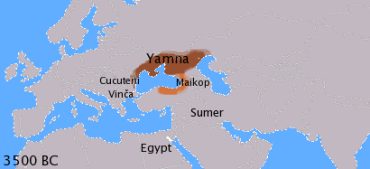
محدودهٔ فرهنگ مایکوپ.

فرهنگ مایکوپ (از حدود ۳۵۰۰ تا ۲۵۰۰ پیش از میلاد) نام یک فرهنگ باستان‌شناختی مربوط به عصر برنز است.
مرکزیت فرهنگ مایکوپ در جمهوری امروزی آدیغیه در جنوب روسیه بود. محدوده این فرهنگ از شبه جزیره تامان تا تنگه کرچ و تا نزدیکی مرزهای داغستان امروزی ادامه داشت.
نام این فرهنگ از گورهای شاهانه‌ای که در منطقه مایکوپ، مرکز جمهوری آدیغیه کشف شد، گرفته شده‌است.
گورپشته مایکوپ که دست‌ساخته‌های زرین و سیمین فراوانی در آن یافت شده نخستین بار در سال ۱۸۹۷ کشف شد.
فرهنگ مایکوپ با فرهنگ کورا-ارس (۳۵۰۰—۲۲۰۰ پیش از میلاد) هم‌زمان است و از آن تأثیر پذیرفته‌است. فرهنگ کورا-ارس به جز بخشی از قفقاز در بخشی از آناتولی نیز حضور داشته‌است.

## قلمرو[۱]
در جنوب، فرهنگ مایکوپ با فرهنگ تقریباً همزمان کورا-ارس (۳۵۰۰-۲۲۰۰ پیش از میلاد) هم‌مرز بود که تا فلات ارمنستان امتداد یافته و ظاهراً بر آن تأثیر گذاشته است. در شمال، فرهنگ یامنا، از جمله فرهنگ نووتیتاروفسکایا (۳۳۰۰-۲۷۰۰ پیش از میلاد) قرار دارد که از نظر وسعت سرزمینی با آن همپوشانی دارد. این فرهنگ با اواخر دوره اوروک در بین‌النهرین همزمان است.
رودخانه کوبان در بیشتر طول خود قابل کشتیرانی است و از طریق دریای آزوف، گذرگاه آبی آسانی را به قلمرو فرهنگ گورچالی، در امتداد سیستم‌های رودخانه‌ای دن و دونتس، فراهم می‌کند. بنابراین، فرهنگ مایکوپ در موقعیت مناسبی برای بهره‌برداری از امکانات تجاری با منطقه مرکزی اوکراین قرار داشت.
تاریخ‌گذاری رادیوکربن برای بناهای مختلف فرهنگ مایکوپ از ۳۹۵۰ - ۳۶۵۰ - ۳۶۱۰ - ۲۹۸۰ سال قبل از میلاد مسیح است.
پس از کشف فرهنگ لیلا-تپه در دهه ۱۹۸۰، برخی پیوندها با فرهنگ مایکوپ مشاهده شد.
فرهنگ لیلا تپه، فرهنگی مورد توجه باستان‌شناسی از دوران مس‌سنگی است. جمعیت آن از ۴۳۵۰ تا ۴۰۰۰ سال پیش از میلاد در دامنه‌های جنوبی قفقاز مرکزی (جمهوری آذربایجان امروزی، ناحیه آغدام) پراکنده بودند. تدفین‌های مشابه آمفورا در قفقاز جنوبی در فرهنگ تدفین کوزه‌ای گرجستان غربی یافت می‌شود.
این فرهنگ همچنین با بناهای تاریخی دوره عبید شمالی، به ویژه با سکونتگاه‌های منطقه آناتولی شرقی مرتبط دانسته شده است. این سکونتگاه از نوع سکونتگاه‌های آسیای غربی است، با خانه‌هایی که به صورت فشرده در کنار هم قرار گرفته‌اند و از آجرهای گلی با دریچه‌های خروج دود ساخته شده‌اند.
گفته می‌شود که لیلا-تپه بنیانگذاران فرهنگ مایکوپ بوده‌اند. هیئت اعزامی آکادمی علوم روسیه به سوریه، شباهت آثار مایکوپ و لیلا-تپه را با آثاری که اخیراً هنگام کاوش در شهر باستانی تل خزنه اول، از هزاره چهارم پیش از میلاد، یافت شده‌اند، آشکار کرد.
در سال ۲۰۱۰، نزدیک به ۲۰۰ مکان مربوط به عصر برنز گزارش شد که در فاصله‌ای بیش از ۱۰۰ کیلومتر از رودخانه کوبان تا نالچیک، در ارتفاعی بین ۴۶۲۰ تا ۷۹۲۰ فوت، امتداد داشتند. همه آنها «به‌وضوح طبق یک نقشه معماری یکسان ساخته شده بودند، با یک حیاط بیضی‌شکل در مرکز و متصل به جاده‌ها».

## فرهنگ[۱]
فرهنگ مایکوپ در شمال قفقاز همزمان با فرهنگ کورا-ارس در جنوب قفقاز و دوره اوروک در بین‌النهرین بود. یافته‌های موجود در تپه مایکوپ و دیگر تپه‌های فرهنگ مایکوپ تا به امروز منحصر به فرد تلقی می‌شوند. بیش از ۷۰۰۰ شیء طلایی و حدود ۱۰۰۰ شیء نقره‌ای شناخته شده است. در هیچ جای دیگری از جهان اوایل عصر برنز نیمه دوم هزاره چهارم پیش از میلاد، چنین تعداد زیادی از اقلام نفیس طلا و نقره یافت نشده است.
— هانسن (۲۰۱۴)
هنر
در اوایل قرن بیستم، محققان وجود یک سبک حیوانی محلی مایکوپ را در آثار باستانی یافت شده تأیید کردند. این سبک به عنوان نمونه اولیه سبک‌های حیوانی فرهنگ‌های باستان‌شناسی بعدی در نظر گرفته شد: سبک حیوانی مایکوپ بیش از هزار سال قدیمی‌تر از سبک‌های حیوانی سکایی، سرمتی و سلتی است.
سنگ‌نگاره‌هایی که به فرهنگ مایکوپ نسبت داده می‌شوند، هنوز رمزگشایی نشده‌اند.
پرورش اسب
مردم مایکوپ زندگی کم‌تحرکی داشتند و اسب‌ها درصد بسیار کمی از دام‌های آنها را تشکیل می‌دادند که عمدتاً شامل خوک و گاو بود.
باستان‌شناسان نوع منحصر به فردی از گونه‌بند برنزی را کشف کرده‌اند که از یک میله برنزی با یک حلقه پیچ‌خورده در وسط تشکیل شده است که از میان گره‌ها عبور کرده و به افسار، بند افسار و پیشانی‌بند متصل می‌شود. ظاهراً بریدگی‌ها و برآمدگی‌های روی لبه‌های گونه‌بندها برای اتصال بندهای بینی و زیر لب بوده است.
برخی از قدیمی‌ترین چرخ‌های واگن در جهان در منطقه فرهنگی مایکوپ یافت شده‌اند. دو چرخ چوبی محکم از کورگان نووکورسونسکایا در منطقه کوبان به نیمه دوم هزاره چهارم میلادی تعلق دارند.
کشاورزی تراس
ساخت مجتمع‌های تراس مصنوعی در کوهستان، گواهی بر زندگی یکجانشینی، تراکم بالای جمعیت و سطح بالای مهارت‌های کشاورزی و فنی آنها است. این تراس‌ها در حدود هزاره چهارم پیش از میلاد ساخته شده‌اند و تمام فرهنگ‌های بعدی از آنها برای اهداف کشاورزی استفاده می‌کردند. اکثریت قریب به اتفاق سفال‌های یافت شده در این تراس‌ها مربوط به دوره مایکوپ و بقیه مربوط به دوره سکاها و آلان‌ها هستند. تراس‌های مایکوپ از قدیمی‌ترین تراس‌های جهان هستند، اما مطالعات کمی روی آنها انجام شده است. قدمت این تراس‌ها (بیش از ۵۰۰۰ سال) به سنت مهندسی منظر اشاره دارد.

## ریشه ها[۱]
منطقه کلخیز
بر اساس نوشته‌ی وانگ (۲۰۱۸)، دیوید دبلیو. آنتونی (۲۰۱۹) خاطرنشان می‌کند که «جمعیت مایکوپ از کشاورزان عصر مس که از جنوب، احتمالاً از غرب گرجستان [فرهنگ دارکوِتی-مشوکو] آمده بودند، تبار داشتند و کاندیدای باستان‌شناسی ایده‌آلی برای بنیانگذاران خانواده‌ی زبانی قفقازی شمال غربی هستند.» او همچنین خاطرنشان می‌کند که افراد مایکوپ عصر برنز که توسط وانگ (۲۰۱۸) آزمایش شده‌اند، نمی‌توانسته‌اند در خزانه‌ی ژنی یامنایا نقش داشته باشند، یامنایا فرهنگ باستان‌شناسی است که به احتمال زیاد با گسترش زبان‌های هند و اروپایی مرتبط است. وانگ (۲۰۱۸) همچنین دریافت که «مایکوپ‌های استپی» (جمعیتی مرتبط با فرهنگ مایکوپ) احتمالاً یک جزء جزئی مرتبط با آسیای شرقی داشته‌اند که حدود ۶.۹٪ از تبار آنها تخمین زده می‌شود و آنها را به اوراسیایی‌های شمالی باستان (سیبری‌های پارینه‌سنگی بالایی AG3، MA1) و بومیان آمریکا مرتبط می‌کند.
استپ پونتیک-خزری
شیوه‌های تدفین آن شبیه به شیوه‌های تدفین شرح داده شده در فرضیه کورگان ماریا گیمبوتاس است و گمان می‌رود که فرهنگ مایکوپ ممکن است در فرهنگ یامنایا که امروزه به عنوان جد اکثر زبان‌های هند و اروپایی شناخته می‌شود، نقش داشته باشد. طبق مقاله‌ای در سال ۲۰۱۹ توسط دیوید آنتونی،
بیشتر ژنوم‌های یامنایا که تا به امروز مورد مطالعه قرار گرفته‌اند، تبار ترکیبی EHG (شکارچی شرقی-جمع‌آورنده) و CHG (شکارچی قفقازی-جمع‌آورنده) را نشان می‌دهند که هر کدام نسبت‌های قوی دارند، اغلب با تبار CHG بالاتر از 50٪... فرهنگ مایکوپ (3600-3000 سال قبل از میلاد) در بسیاری از سناریوها به عنوان منبع احتمالی CHG در نظر گرفته می‌شود که با شبکه‌های جفت‌گیری EHG استپی مخلوط شده و سنتز ژنتیکی یامنایا را ایجاد کرده است.
با این حال، مطالعات دقیق‌تر این سناریو را مورد تردید قرار می‌دهد. DNA مایکوپ حاوی مخلوط نسبتاً زیادی (30٪ تا 40٪) از تبار کشاورزان آناتولی است. آنتونی ادامه می‌دهد:
این مخلوط از نظر ژن‌های کشاورزان آناتولی بسیار غنی بود تا سهم زیادی در خزانه ژنی یامنایا داشته باشد، که تنها 10 تا 18 درصد از تبار کشاورزان آناتولی را در خود جای داده بود، و بیشتر آن مسلماً از غرب، از آمفورای کروی و جمعیت‌های اواخر طرابلس، مشتق شده بود... این توصیف ناقص از داده‌های ژنتیکی، اگر درست باشد، نشان می‌دهد که مایکوپ منبع بیشتر CHG که نیمی از تبار یامنایا را تشکیل می‌دهد، نبوده است. دلیل این امر این است که CHG مدت‌ها قبل از مایکوپ در استپ‌ها وجود داشته است.
طبق نوشته‌ی جی. پی. مالوری در سال ۱۹۸۷، پیش از آنکه شواهد دی‌ان‌ای باستانی در دسترس قرار گیرد:
... هر جا که شواهد تپه‌های شنی یافت می‌شود، دقیقاً در مناطقی است که بعدها حضور جمعیت‌های غیر هند و اروپایی را نشان می‌دهد.
آنتونی موافق است که مردم فرهنگ مایکوپ احتمالاً به زبان‌هایی صحبت می‌کردند که اجداد زبان‌های قفقازی شمال غربی هستند که امروزه در همان منطقه یافت می‌شوند. با این وجود، به نظر می‌رسد فرهنگ آنها بر فرهنگ هندواروپایی‌های اولیه تأثیر گذاشته است. آنتونی می‌نویسد:
من همچنین این اجماع عمومی را می‌پذیرم که ظهور فرهنگ سلسله مراتبی مایکوپ در حدود ۳۶۰۰ سال قبل از میلاد، تأثیرات عمیقی بر فرهنگ‌های استپی پیش از یامنایا و اوایل یامنایا داشته است. متالورژی یامنایا از فرهنگ مایکوپ، قالب‌های دو طرفه، خنجرهای دندانه‌دار، تبرهای سوراخ‌دار ریخته‌گری شده با یک تیغه و مس آرسنیک را به عاریت گرفته است. وسایل نقلیه چرخ‌دار ممکن است از طریق مایکوپ وارد استپ‌ها شده باشند و اقتصاد استپ را متحول کرده و کوچ‌نشینی چوپانی یامنایا را پس از ۳۳۰۰ سال قبل از میلاد ممکن ساخته باشند.
فلات ایران
به گفته ماریا ایوانووا، خاستگاه مایکوپ‌ها فلات ایران بوده است:
گورها و سکونتگاه‌های هزاره پنجم پیش از میلاد در قفقاز شمالی، گواهی بر فرهنگ مادی مرتبط با مجموعه‌های باستان‌شناسی همزمان در منطقه شمال و غرب دریای سیاه هستند. با این حال، ظاهراً، ناگهان در حدود اواسط هزاره چهارم پیش از میلاد، جای خود را به «فرهنگ والا»یی داد که منشأ آن هنوز کاملاً نامشخص است. این فرهنگ باستان‌شناسی که به نام تپه بزرگ مایکوپ نامگذاری شده است، نوآوری‌هایی را در تمام زمینه‌ها نشان می‌دهد که هیچ نمونه اولیه محلی ندارند و نمی‌توان آنها را به سنت عصر مس بالکان-آناتولی نسبت داد. نظریه مورد علاقه محققان روسی، مهاجرتی از جنوب و منشأ آن در منطقه سیرو-آناتولی است که اغلب در ارتباط با به اصطلاح "گسترش اوروک" ذکر می‌شود. با این حال، تردیدهای جدی در مورد ارتباط بین مایکوپ و منطقه سیرو-آناتولی ایجاد شده است. اشیاء خارجی در قفقاز شمالی هیچ ارتباطی با دامنه‌های بالایی فرات و دجله یا دشت‌های سیلابی بین‌النهرین نشان نمی‌دهند، بلکه به نظر می‌رسد که با فلات ایران و جنوب آسیای مرکزی ارتباط دارند. کاوش‌های اخیر در منطقه جنوب غربی دریای خزر، دیدگاه جدیدی را در مورد تعاملات بین "شرق" و اروپای قاره‌ای ایجاد می‌کند. از یک سو، به تدریج آشکار می‌شود که یک منطقه تعامل عظیم در اوایل هزاره چهارم قبل از میلاد شکل گرفته است که بسیار فراتر از بین‌النهرین امتداد داشته است. از سوی دیگر، این یافته‌ها اهمیت سنتی داده شده به بین‌النهرین را نسبی می‌کند، زیرا نوآوری‌هایی که از ایران و آسیای مرکزی سرچشمه می‌گیرند، آشکارا مستقل از آن در سراسر منطقه سیرو-آناتولی گسترش یافته‌اند.
آذربایجان
اخیراً، تعدادی گورگان بسیار باستانی در سویوق‌بلاغ در آذربایجان کشف شده‌اند. این گورگان‌ها به آغاز هزاره چهارم پیش از میلاد مسیح برمی‌گردند و متعلق به فرهنگ لیلاتپه هستند. به گفته کاوشگران این گورگان‌ها، شباهت‌های قابل توجهی بین گورگان‌های سویوق‌بلاغ و گورگان‌های مایکوپ وجود دارد:
«کشف سویوق‌بلاغ در سال ۲۰۰۴ و کاوش‌های بعدی، شواهد قابل توجهی ارائه داد مبنی بر اینکه رسم تدفین در کورگان در اواخر دوره انئولیتیک در قفقاز جنوبی به خوبی رواج داشته است [...] قبایل فرهنگ لیلاتپه در اواسط هزاره چهارم پیش از میلاد به شمال مهاجرت کردند و نقش مهمی در ظهور فرهنگ مایکوپ در قفقاز شمالی ایفا کردند.»